# Guillotine von Luzern
Die Guillotine von Luzern (bis 1869 Zürcher Guillotine) war eine Schweizer Hinrichtungsmaschine und befindet sich heute im Foyer des Historischen Museums Luzern. Mit dieser Guillotine wurden seit der Wiedereinführung der zivilen Todesstrafe 1879 bis zu ihrer Abschaffung 1942 alle neun zivilen Hinrichtungen in der Schweiz vollstreckt, so auch die letzte am 18. Oktober 1940 an Hans Vollenweider im Kanton Obwalden.

## Beschreibung
Das knapp vier Meter hohe Holzgestell ist im Original erhalten und noch einsatzfähig. Es wurde in drei graugrünen Kisten transportiert. Aufgebaut ist die Guillotine 3,93 Meter hoch. Das Fallmesser läuft an zwei auf den Innenseiten des Holzgestells angebrachten Stahlschienen. Die Führungsgeometrie macht ein Verkanten des Fallmessers, das bei unsachgemässem Aufstellen der Guillotine eintreten könnte, nahezu unmöglich.
Die Lünette ist mit einer Schnappsicherung versehen und so konstruiert, dass sie den Hals des Delinquenten vollständig umschloss. Früher war es eine der Aufgaben des Assistenten des Scharfrichters, den Verurteilten am Kopf festzuhalten, damit dieser sich nicht unter dem Fallbeil herauswinden konnte.
Zum Fundus gehören auch einige schwarze Tücher, mit denen die Richtstätte «würdig» hergerichtet werden konnte. Ebenfalls mit enthalten waren ein Schafott, dessen Verbleib nach 1902 nicht bekannt ist, und ein detailliertes Instruktionsmodell im Massstab 1:5 (Inv.-Nr. HMLU 2980), an dem der Zusammenbau und Einsatz des Originals demonstriert werden kann.
Auf der Holzkiste mit der Originalklinge ist handschriftlich vermerkt: «Gebraucht: In Luzern Muff Tobias den 2. Mai 1910 Morgens 9 Uhr. Luzern, den 20. Januar 1915 Wütschert Anselm 9 Uhr. In Altdorf: Bernet Clemens den 22. Oktober 1924. In Zug: Paul Irniger, geb. 4.11.1913, den 25.8.1939, ¼ 5 Uhr. In Sarnen: Vollenweider Hans, geb. 11.2.1908, den 18. Oktober 1940, 01.55 Uhr.»

## Geschichte
Die Guillotine von Luzern stammt aus der ersten Hälfte des 19. Jahrhunderts. Der «Mechanicus und Glasermeister» Johann Bücheler aus Kloten fertigte diese Maschine 1836 im Auftrag des Kantons Zürich nach einem Genfer Vorbild. Bücheler wurde durch den Bau der Guillotine zum geächteten Mann und fand keine Arbeit mehr. Er baute ein etwa 1,20 m grosses Vorzeigemodell und versuchte damit weitere Aufträge zu erhalten. Auch wollte er durch Zurschaustellen des Modells Geld verdienen. Als er dieses in Klotener Wirtshäusern zeigte, wurde es vom Statthalteramt beschlagnahmt. Das Modell befindet sich heute im Kriminalmuseum Zürich der Kantonspolizei Zürich.
Während in Genf die Guillotine schon bald nach der Französischen Revolution zum Einsatz kam, wurde sie in den Kantonen Zürich und Luzern erst Mitte der 1830er Jahre eingeführt. Ob die Guillotine im Originalzustand eingesetzt werden konnte, ist nicht überliefert, doch bereits 1845 beauftragte der Kanton Zürich das Unternehmen Escher-Wyss, sie funktionsfähig zu machen, und wendete dafür 821 Franken auf.
Die ebenfalls von Bücheler hergestellte, mit dem Zürcher Modell praktisch identische erste Luzerner Guillotine wurde bereits am 18. April 1842 nach einer Petition an die Kantonsregierung als «revolutionäres Mordinstrument» wieder zerstört; Luzern kehrte zur Enthauptung mit dem Richtschwert zurück. Die Genfer Guillotine wurde letztmals am 24. April 1862 bei der Hinrichtung des Raubmörders Maurice Elcy benutzt. Sie befindet sich heute im Musée d’art et d’histoire in Genf.
Bis 1865 erfolgten auf dem Zürcher Gerät elf Vollstreckungen, zuletzt am sechsfachen Kindermörder Heinrich Götti am 10. Mai 1865. Nach Abschaffung der Todesstrafe im Kanton Zürich 1869 wurde es für 2'200 Franken an den Kanton Schaffhausen verkauft. Dort wurde es nie eingesetzt, aber mehrmals an andere Kantone vermietet. 1904 wurde im Kanton Luzern ein Todesurteil gefällt, so dass man für den Fall einer Hinrichtung die Guillotine von Schaffhausen ausleihen wollte. Schaffhausen verweigerte dies allerdings, da die Guillotine nach der letzten Hinrichtung vom Kanton Luzern «in nicht gereinigtem Zustande» retourniert worden war. Luzern kaufte deshalb die Guillotine von Schaffhausen für 1'000 Franken; für alle nachfolgenden Hinrichtungen wurde sie aus Luzern entliehen.
Während vor 1874 Hinrichtungen in der Schweiz grundsätzlich öffentlich vollzogen wurden, war nach der Wiedereinführung der Todesstrafe in allen entsprechenden kantonalen Strafgesetzbüchern die Hinrichtung unter Ausschluss der Öffentlichkeit vorgesehen, in Luzern in der Strafanstalt Baselstrasse 20.
Der Walliser Grossrat Gustav Loretan (1848–1936) aus Leuk setzte sich am 29. Mai 1894 in seiner Rede für die Begnadigung von Frau Crésence Zen-Klusen aus Ried-Brig ein und bemerkte: «Seit dem 10. Januar 1868, an welchem Tage das Todesurteil gegen Hély Freymond in Moudon, Kanton Waadt, vollstreckt wurde, ist in der Schweiz, bis zu den letzten Fällen im Kanton Luzern und im Kanton Schwyz, die Todesstrafe nicht mehr vollzogen worden.» Zen-Klusen wurde in der Folge vom Grossen Rat begnadigt.
Die letzte Hinrichtung im Oktober 1940 mit diesem Gerät kostete einschliesslich Bewachung und Entschädigungszahlungen an Polizisten während der Gerichtsverhandlung, Arzt, Geistliche und Scharfrichter 600.75 Fr. Am 19. Oktober 1940 berichtete der Obwaldner Volksfreund: 

„Zur Hinrichtung Vollenweiders erfahren wir noch auf unsere Erkundigung hin:
Die Hinrichtung erfolgte am Freitag um zwei Uhr morgens. Die Zeit wurde streng geheim gehalten. Den letzten Beistand leisteten die beiden reformierten Pfarrer. (Herr Roth aus Alpnach und der Anstaltspfarrer Ruch aus Luzern). Vollenweider ging ruhig und in sich gekehrt in den Tod. Er hat die letzten Stunden zur Vorbereitung ausgenützt und tätige Reue gezeigt. Die Leiche wurde sofort nach Zürich überführt, um sie den Angehörigen zur Bestattung zu übergeben. Damit sind die Akten über ein Menschenleben geschlossen. Drei schwere Verbrechen sind mit der höchsten Strafe gesühnt. Der Herrgott sei dem Toten ein gnädiger Richter!“

## Politischer Rahmen
Vor 1942 hatten alle Kantone der Schweiz ihr eigenes Strafrecht; ein gesamtschweizerisch gültiges ziviles Strafrecht existierte nicht. Mit dem Strafgesetz von 1835 trat in Zürich die ausschliessliche Tötung per Guillotine in Kraft, andere Hinrichtungsarten wie das Schwert oder der Galgen wurden damit verboten. In der Schweizer Bundesverfassung 1848 wurde die Todesstrafe für politische Vergehen verboten und mit der Totalrevision der Schweizer Bundesverfassung 1874 grundsätzlich abgeschafft. Einzelne Kantone hatten sie bereits abgeschafft: Freiburg 1868, Neuchâtel 1864, Zürich 1869, Tessin und Genf 1871, Basel-Stadt 1872, Basel-Land 1873 sowie Solothurn 1874. Doch bereits 1879 wurde die Möglichkeit der Todesstrafe mit Ausnahme politischer Vergehen per Volksabstimmung wieder eingeführt; in der Folge führten zehn Kantone und Halbkantone die Todesstrafe wieder ein.
Am 21. Dezember 1937 beschloss die Bundesversammlung ein gesamtschweizerisch gültiges Schweizerisches Strafgesetzbuch (StGB), das die kantonalen Strafgesetzbücher aufhob. Darin war die definitive Abschaffung der Todesstrafe vorgesehen. Inkrafttreten des StGB war am 1. Januar 1942; bis zu diesem Tag war das kantonale Strafgesetz jedes einzelnen Kantons gültig. Vorausgegangen war am 3. Juli 1938 ein Referendum, in dem sich die Schweizer Stimmbürger mit 54 Prozent für ein gesamtschweizerisch gültiges Strafgesetz ohne Todesstrafe in Friedenszeiten entschieden. Da es sich um ein fakultatives Referendum handelte, war das Ständemehr zur Annahme nicht notwendig; dieses hätte die Vorlage deutlich verfehlt.
Während des Zweiten Weltkriegs wurden unter Militärstrafrecht zwischen 1942 und 1944 noch 17 Hinrichtungen durch Erschiessen vollzogen, die letzten am 7. Dezember 1944 an den Spionen Walter Laubscher und Hermann Grimm im Eggwald bei Bachs.
1992 wurde die Todesstrafe auch in Kriegszeiten abgeschafft.

## Galerie

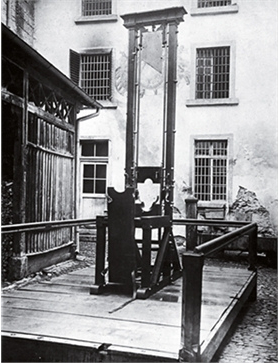
Zur Hinrichtung Etienne Chattons 1902 in Freiburg, noch auf der Plattform des Schafotts
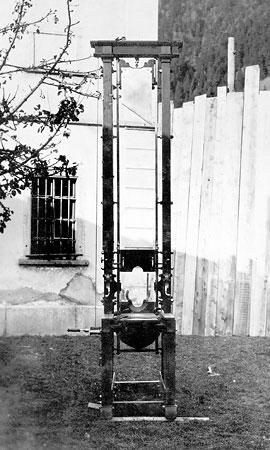
Zur Hinrichtung Klemens Bernets 1924 in Altdorf
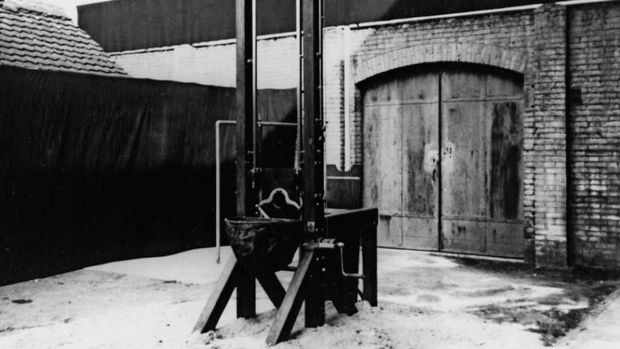
Zur Hinrichtung Paul Irnigers 1939 in Zug
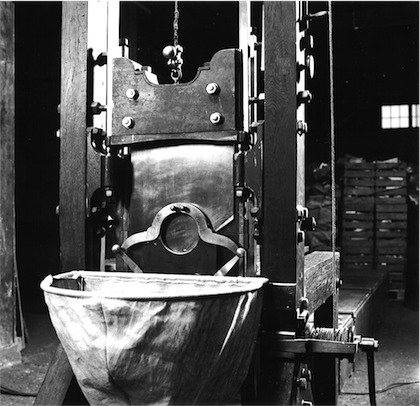
Position des Fallbeils in der Lünette
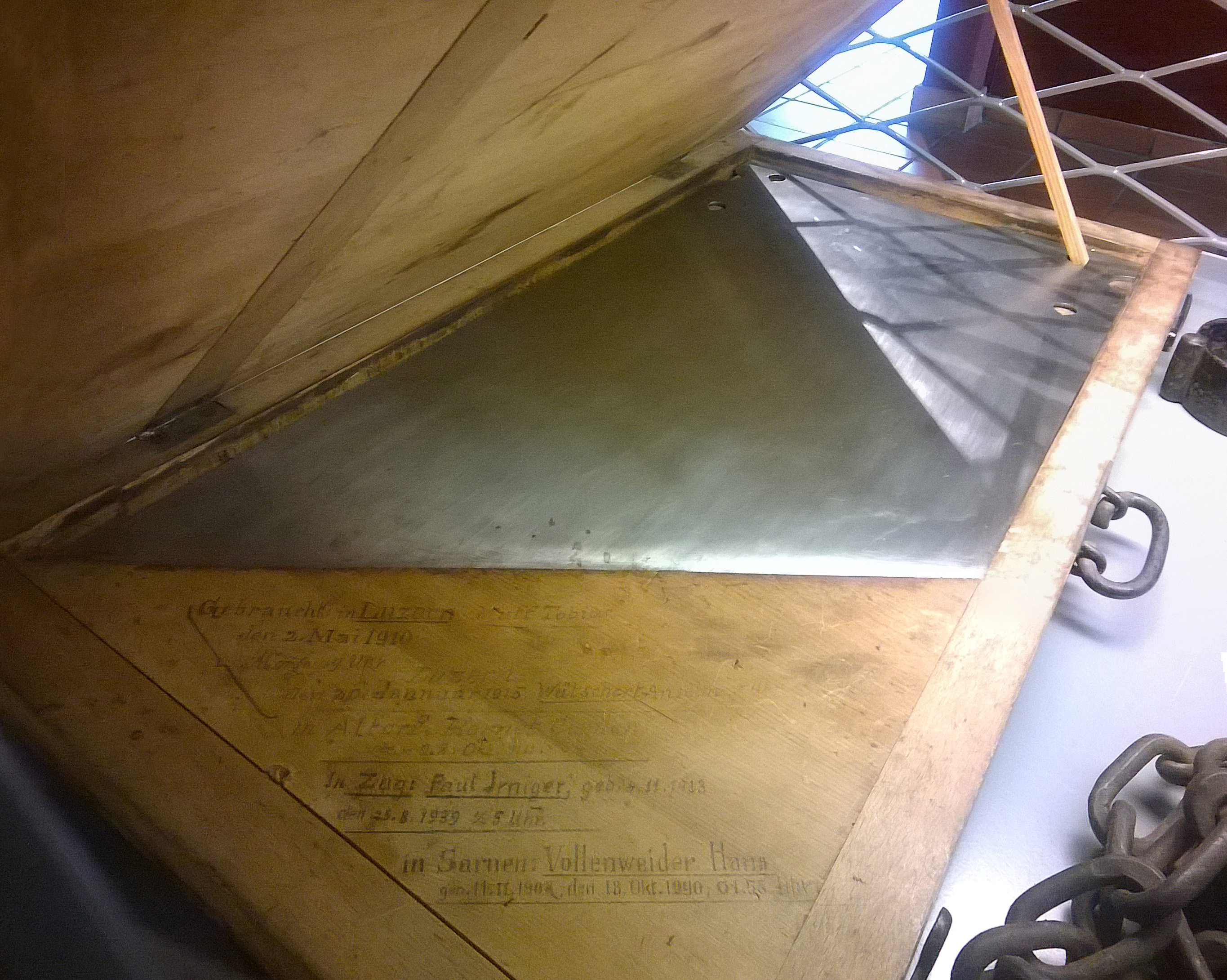
Schatulle mit Fallbeil und Kurzbeschreibung der Delinquenten